# Episodi di Danni Lowinski (serie televisiva 2013) (terza stagione)
La terza stagione della serie televisiva Danni Lowinski è stata trasmessa in anteprima nei Paesi Bassi dalla SBS6 tra il 21 gennaio 2015 e il 1º aprile 2015.
| nº | Titolo originale                       | Titolo italiano | Prima TV Paesi Bassi | Prima TV Italia |
| -- | -------------------------------------- | --------------- | -------------------- | --------------- |
| 1  | Nieuwe Mannen                          | Inedito         | 21 gennaio 2015      | Inedito         |
| 2  | Zo veel liefde                         | Inedito         | 28 gennaio 2015      | Inedito         |
| 3  | Doe goed                               | Inedito         | 4 febbraio 2015      | Inedito         |
| 4  | Huisslaaf                              | Inedito         | 11 febbraio 2015     | Inedito         |
| 5  | Ze is een model en ze ziet er goed uit | Inedito         | 18 febbraio 2015     | Inedito         |
| 6  | Halloween und Halleluja                | Inedito         | 25 febbraio 2015     | Inedito         |
| 7  | Alles plastic                          | Inedito         | 4 marzo 2015         | Inedito         |
| 8  | Slachtoffers en daders                 | Inedito         | 11 marzo 2015        | Inedito         |
| 9  | Van het hart                           | Inedito         | 18 marzo 2015        | Inedito         |
| 10 | Jammer                                 | Inedito         | 25 marzo 2015        | Inedito         |
| 11 | De laatste dans                        | Inedito         | 1º aprile 2015       | Inedito         |